# Cybosia lutarella
Cybosia lutarella är en fjärilsart som beskrevs av Adrian Hardy Haworth 1809. Cybosia lutarella ingår i släktet Cybosia och familjen björnspinnare. Inga underarter finns listade i Catalogue of Life.